# オーバートン郡 (テネシー州)
オーバートン郡（英: Overton County）は、アメリカ合衆国テネシー州の北部に位置する郡である。2010年国勢調査での人口は22,083人であり、2000年の20,118人から9.8%増加した。郡庁所在地はリビングストン町（人口4,058人）であり、同郡で人口最大の町でもある。
オーバートン郡はクックビル小都市圏に属している。

## 地理
アメリカ合衆国国勢調査局に拠れば、郡域全面積は435平方マイル (1,130 km2)であり、このうち陸地433平方マイル (1,120 km2)、水域は1平方マイル (2.6 km2)で水域率は0.33%である。

### 隣接する郡
- ピケット郡 - 北東
- フェントレス郡 - 東
- パットナム郡 - 南
- ジャクソン郡 - 西
- クレイ郡 - 北西
- カンバーランド郡 - 南東

## 人口動態

人口ピラミッド

以下は2000年の国勢調査による人口統計データである。
| 基礎データ - 人口: 20,118人 - 世帯数: 8,110 世帯 - 家族数: 5,920 家族 - 人口密度: 18人/km2（46人/mi2） - 住居数: 9,168軒 - 住居密度: 8軒/km2（21軒/mi2） 人種別人口構成 - 白人: 96.59% - アフリカン・アメリカン: 0.28% - ネイティブ・アメリカン: 0.28% - アジア人: 0.09% - 太平洋諸島系: 0.05% - その他の人種: 0.22% - 混血: 0.49% - ヒスパニック・ラテン系: 2.69% | 年齢別人口構成 - 18歳未満: 23.0% - 18-24歳: 8.4% - 25-44歳: 27.7% - 45-64歳: 25.9% - 65歳以上: 15.0% - 年齢の中央値: 39歳 - 性比（女性100人あたり男性の人口） - 総人口: 96.2 - 18歳以上: 93.1 世帯と家族（対世帯数） - 18歳未満の子供がいる: 29.2% - 結婚・同居している夫婦: 59.2% - 未婚・離婚・死別女性が世帯主: 9.9% - 非家族世帯: 27.0% - 単身世帯: 24.1% - 65歳以上の老人1人暮らし: 11.0% - 平均構成人数 - 世帯: 2.46人 - 家族: 2.90人 | 収入と家計 - 収入の中央値 - 世帯: 26,915米ドル - 家族: 32,156米ドル - 性別 - 男性: 25,287米ドル - 女性: 19,674米ドル - 人口1人あたり収入: 13,910米ドル - 貧困線以下 - 対人口: 16.0% - 対家族数: 12.3% - 18歳未満: 20.4% - 65歳以上: 20.5% |

## 都市と町

### 町
- リビングストン - 郡庁所在地

### 未編入の町
| - アロンズ - オールレッド - アルパイン | - クロウフォード - ハイラム - ミネラルスプリングス | - モンロー - リックマン |

## 災害
1933年5月10日、竜巻がビーティスワンプ（別名ベスサディア）という小さな町を襲った。あらゆる家屋を破壊し、町の住人のほぼ全員が死ぬか負傷するかした。この町は再建されなかった。